# Namibia (botanique)
Genre
Classification phylogénétique
Namibia (Schwantes) Schwantes est un genre de plante de la famille des Aizoaceae.
Namibia (Schwantes) Schwantes, in Z. Sukkulentenk. 3: 106 (1927)
Type : Namibia cinerea (Marloth) Dinter & Schwantes (Mesembryanthemum cinereum Marloth)
Synonymie :
- [ basionyme ] Juttadinteria subgen. Namibia Schwantes

## Liste des espèces
- Namibia cinerea Dinter & Schwantes
- Namibia pomonae Dinter & Schwantes
- Namibia ponderosa (Dinter) Dinter & Schwantes ex H.Jacobsen